# Mistrzostwa Świata U-17 w Piłce Nożnej 2025 (eliminacje strefy CONCACAF)
Eliminacje do Mistrzostw Świata U-17 w Piłce Nożnej 2025 w strefie CONCACAF, które odbyły się w Katarze.

## Format eliminacji
W eliminacjach wzięło udział 35 reprezentacji narodowych, które zostały rozlosowane do 8 grup, w których występowało po 4 i 5 zespołów. Najlepsza drużyna z każdej z 8 grup automatycznie zakwalifikowała się do Mistrzostw Świata U-17.

## Podział na koszyki
| Koszyk 1               | Koszyk 1 |
| Zespół                 | Miejsce  |
| ---------------------- | -------- |
| Meksyk U-17            | 1        |
| Stany Zjednoczone U-17 | 2        |
| Kanada U-17            | 3        |
| Honduras U-17          | 4        |
| Panama U-17            | 5        |
| Kostaryka U-17         | 6        |
| Haiti U-17             | 7        |
| Jamajka U-17           | 8        |

| Koszyk 2               | Koszyk 2 |
| Zespół                 | Miejsce  |
| ---------------------- | -------- |
| Salwador U-17          | 9        |
| Kuba U-17              | 10       |
| Gwatemala U-17         | 11       |
| Portoryko U-17         | 12       |
| Trynidad i Tobago U-17 | 13       |
| Nikaragua U-17         | 14       |
| Dominikana U-17        | 15       |
| Bermudy U-17           | 16       |

| Koszyk 3                 | Koszyk 3 |
| Zespół                   | Miejsce  |
| ------------------------ | -------- |
| Curaçao U-17             | 17       |
| Bonaire U-17             | 18       |
| Aruba U-17               | 19       |
| Gujana U-17              | 20       |
| Barbados U-17            | 21       |
| Kajmany U-17             | 22       |
| Antigua i Barbuda U-17   | 23       |
| Saint Kitts i Nevis U-17 | 24       |

| Koszyk 4                                  | Koszyk 4 |
| Zespół                                    | Miejsce  |
| ----------------------------------------- | -------- |
| Belize U-17                               | 25       |
| Saint Lucia U-17                          | 26       |
| Grenada U-17                              | 27       |
| Brytyjskie Wyspy Dziewicze U-17           | 28       |
| Saint Vincent i Grenadyny U-17            | 29       |
| Anguilla U-17                             | 30       |
| Saint-Martin U-17                         | 31       |
| Wyspy Dziewicze Stanów Zjednoczonych U-17 | 32       |

| Koszyk 5            | Koszyk 5 |
| Zespół              | Miejsce  |
| ------------------- | -------- |
| Dominika U-17       | 37       |
| Turks i Caicos U-17 | 38       |
| Sint Maarten U-17   | 39       |

## Grupy
Legenda:
- Pkt – liczba punktów
- M – liczba meczów
- W – zwycięstwa (wygrane mecze)
- R – remisy
- P – porażki
- Br+ – bramki strzelone
- Br− – bramki stracone
- +/− – różnica bramek

### Grupa A
Wszystkie mecze tej grupy zostaną rozegrane na Bermudach.
| Lp. | Drużyna             | M | Mecze | Mecze | Mecze | Bramki | Bramki | Bramki | Pkt |
| Lp. | Drużyna             | M | W     | R     | P     | +      | −      | +/−    | Pkt |
| --- | ------------------- | - | ----- | ----- | ----- | ------ | ------ | ------ | --- |
| 1.  | Kanada U-17         | 4 | 4     | 0     | 0     | 28     | 2      | +26    | 12  |
| 2.  | Curaçao U-17        | 4 | 3     | 0     | 1     | 13     | 10     | +3     | 9   |
| 3.  | Bermudy U-17 (H)    | 4 | 2     | 0     | 2     | 10     | 14     | −4     | 6   |
| 4.  | Turks i Caicos U-17 | 4 | 1     | 0     | 3     | 3      | 13     | −10    | 3   |
| 5.  | Anguilla U-17       | 4 | 0     | 0     | 4     | 3      | 18     | −15    | 0   |

| 7 lutego 2025 20:00 CET | Anguilla U-17 | 0:3(0:3)Raport | Turks i Caicos U-17 · 2' Saintilus · 24', 36' Selver | Stadion Narodowy, Devonshire Parish (Bermudy) Sędzia: Ken Pennyfeather |
|                         |               |                |                                                      |                                                                        |

| 8 lutego 2025 01:00 CET | Bermudy U-17 · Fray 71' (k) | 1:6(0:2)Raport | Curaçao U-17 · 8' (sam.) Carolo · 17' Anastacia · 46', 62' Busby · 87' (sam.) Smith-Davis · 90+5' Bregita | Stadion Narodowy, Devonshire Parish Sędzia: Jonathon Hughes |
|                         |                             |                | |                                                             |

| 9 lutego 2025 20:00 CET | Turks i Caicos U-17 | 0:6(0:4)Raport | Kanada U-17 · 10' Ali-Gayapersad · 18' Graham-Roache · 23' Jimoh · 45' Khan · 85' Aiyenero · 89' Kozlovskiy | Stadion Narodowy, Devonshire Parish (Bermudy) Sędzia: Roger Vindas |
|                         |                     |                | |                                                                    |

| 10 lutego 2025 01:00 CET | Bermudy U-17 · Fray 23', 53' · Jimenez 45+1' | 3:1(2:0)Raport | Anguilla U-17 · 90+1' Connor | Stadion Narodowy, Devonshire Parish Sędzia: James Ramprashad |
|                          |                                              |                |                              |                                                              |

| 11 lutego 2025 20:00 CET | Curaçao U-17 · Busby 35' · Polonius 79' | 2:0(1:0)Raport | Turks i Caicos U-17 | Stadion Narodowy, Devonshire Parish (Bermudy) Sędzia: Sergio Rozenhout |
|                          |                                         |                |                     |                                                                        |

| 12 lutego 2025 01:00 CET | Kanada U-17 · Daniels 9' · Evans 36', 39' · Sadek 43' · Aiyenero 65' · Kozlovskiy 68' · Selemani 82' · Khan 90+4' | 8:0(4:0)Raport | Anguilla U-17 | Stadion Narodowy, Devonshire Parish (Bermudy) Sędzia: Jonathon Hughes |
|                          | |                |               |                                                                       |

| 13 lutego 2025 20:00 CET | Curaçao U-17 · Ortela 45+1' | 1:7(1:3)Raport | Kanada U-17 · 27', 45+3', 47' Aiyenero · 32', 64' Khan · 54' Jimoh · 88' Evans | Stadion Narodowy, Devonshire Parish (Bermudy) Sędzia: Ken Pennyfeather |
|                          |                             |                |                                                                                |                                                                        |

| 14 lutego 2025 01:00 CET | Turks i Caicos U-17 | 0:5(0:2)Raport | Bermudy U-17 · 7' (k), 27', 54' Brunson · 74' Jimenez · 90+2' Bean-Fox | Stadion Narodowy, Devonshire Parish (Bermudy) Sędzia: Roger Vindas |
|                          |                     |                |                                                                        |                                                                    |

| 16 lutego 2025 20:00 CET | Anguilla U-17 · Jackson 54' · Owen 67' | 2:4(0:3)Raport | Curaçao U-17 · 7' Isenia · 10' Busby · 19', 77' Anastacia | Stadion Narodowy, Devonshire Parish (Bermudy) Sędzia: James Ramprashad |
|                          |                                        |                |                                                           |                                                                        |

| 17 lutego 2025 01:00 CET | Kanada U-17 · Evans 41', 60', 64', 67' · Ali-Gayapersad 74' · Khan 83' (k) · Kozlovskiy 90' | 7:1(1:1)Raport | Bermudy U-17 · 33' (k) Bean-Fox | Stadion Narodowy, Devonshire Parish (Bermudy) Sędzia: Sergio Rozenhout |
|                          |                                                                                             |                |                                 |                                                                        |

### Grupa B
Wszystkie mecze tej grupy zostaną rozegrane w Kostaryce.
| Lp. | Drużyna                         | M | Mecze | Mecze | Mecze | Bramki | Bramki | Bramki | Pkt |
| Lp. | Drużyna                         | M | W     | R     | P     | +      | −      | +/−    | Pkt |
| --- | ------------------------------- | - | ----- | ----- | ----- | ------ | ------ | ------ | --- |
| 1.  | Kostaryka U-17 (H)              | 4 | 3     | 1     | 0     | 21     | 2      | +19    | 10  |
| 2.  | Trynidad i Tobago U-17          | 4 | 2     | 1     | 1     | 13     | 4      | +9     | 7   |
| 3.  | Gujana U-17                     | 4 | 1     | 3     | 0     | 7      | 4      | +3     | 6   |
| 4.  | Brytyjskie Wyspy Dziewicze U-17 | 4 | 1     | 1     | 2     | 6      | 9      | −3     | 4   |
| 5.  | Sint Maarten U-17               | 4 | 0     | 0     | 4     | 0      | 28     | −28    | 0   |

| 7 lutego 2025 23:00 CET | Brytyjskie Wyspy Dziewicze U-17 · Sharma 34' · Williams 62' · Stuttard 69', 73' | 4:0(1:0)Raport | Sint Maarten U-17 | Stadion Narodowy, San José (Kostaryka) Sędzia: Felix Mojica |
|                         |                                                                                 |                |                   |                                                             |

| 8 lutego 2025 02:00 CET | Trynidad i Tobago U-17 · Nelson 54' | 1:1(0:1)Raport | Gujana U-17 · 32' Morris | Stadion Narodowy, San José (Kostaryka) Sędzia: Evans Julmis |
|                         |                                     |                |                          |                                                             |

| 9 lutego 2025 23:00 CET | Trynidad i Tobago U-17 · Kallicharan 6', 27' · Trestrail 22' | 3:1(3:0)Raport | Brytyjskie Wyspy Dziewicze U-17 · 90+2' Stuttard | Stadion Narodowy, San José (Kostaryka) Sędzia: Chistopher Mason |
|                         |                                                              |                |                                                  |                                                                 |

| 10 lutego 2025 02:00 CET | Sint Maarten U-17 | 0:12(0:5)Raport | Kostaryka U-17 · 3', 7', 53' Badilla · 11', 70' Sosa · 18' Barley · 38' Perez · 48' Lopez · 58' Medina · 67' Farrier · 79' Cordero · 84' Sibaja | Stadion Narodowy, San José (Kostaryka) Sędzia: Jean Marc Scholtz |
|                          |                   |                 | |                                                                  |

| 11 lutego 2025 23:00 CET | Gujana U-17 · David 18' · Fraser 56' · Harris 73' | 3:0(1:0)Raport | Sint Maarten U-17 | Stadion Narodowy, San José (Kostaryka) Sędzia: McManaman Bedeau |
|                          |                                                   |                |                   |                                                                 |

| 12 lutego 2025 02:00 CET | Kostaryka U-17 · Badilla 26' · Calderon 43', 66' · Brown 60' (k) · Bennette 83' | 5:0(2:0)Raport | Brytyjskie Wyspy Dziewicze U-17 | Stadion Narodowy, San José Sędzia: Michael Venne |
|                          |                                                                                 |                |                                 |                                                  |

| 13 lutego 2025 23:00 CET | Sint Maarten U-17 | 0:9(0:2)Raport | Trynidad i Tobago U-17 · 36', 49', 73' Kallicharan · 43' McNish · 85' Pierre · 86' Valentine · 88' Gomez · 90+1' Trestrail · 90+6' Foncette | Stadion Narodowy, San José (Kostaryka) Sędzia: McManaman Bedeau |
|                          |                   |                | |                                                                 |

| 14 lutego 2025 02:00 CET | Gujana U-17 · Morris 38' · David 54' | 2:2(1:2)Raport | Kostaryka U-17 · 1' (sam.) Robinson · 43' Brown | Stadion Narodowy, San José (Kostaryka) Sędzia: Chistopher Mason |
|                          |                                      |                |                                                 |                                                                 |

| 16 lutego 2025 23:00 CET | Brytyjskie Wyspy Dziewicze U-17 · Kirk 90+1' | 1:1(0:0)Raport | Gujana U-17 · 53' Harris | Estadio Alejandro Morera Soto, Alajuela (Kostaryka) Sędzia: Jean Marc Scholtz |
|                          |                                              |                |                          |                                                                               |

| 17 lutego 2025 02:00 CET | Kostaryka U-17 · Badilla 45+1' · Barley 87' | 2:0(1:0)Raport | Trynidad i Tobago U-17 | Estadio Alejandro Morera Soto, Alajuela Sędzia: Michael Venne |
|                          |                                             |                |                        |                                                               |

### Grupa C
Wszystkie mecze tej grupy zostaną rozegrane w Meksyku.
| Lp. | Drużyna         | M | Mecze | Mecze | Mecze | Bramki | Bramki | Bramki | Pkt |
| Lp. | Drużyna         | M | W     | R     | P     | +      | −      | +/−    | Pkt |
| --- | --------------- | - | ----- | ----- | ----- | ------ | ------ | ------ | --- |
| 1.  | Meksyk U-17 (H) | 4 | 3     | 1     | 0     | 19     | 2      | +17    | 10  |
| 2.  | Nikaragua U-17  | 4 | 3     | 1     | 0     | 13     | 3      | +10    | 10  |
| 3.  | Barbados U-17   | 4 | 2     | 0     | 2     | 5      | 15     | −10    | 6   |
| 4.  | Belize U-17     | 4 | 1     | 0     | 3     | 10     | 8      | +2     | 3   |
| 5.  | Dominika U-17   | 4 | 0     | 0     | 4     | 1      | 20     | −19    | 0   |

| 7 lutego 2025 19:00 CET | Belize U-17 · Valle 2', 24' · Stanford 15', 59' · Meza 36', 46' · Olivas 79' | 7:0(4:0)Raport | Dominika U-17 | Sede de la FM, Toluca (Meksyk) Sędzia: Orlando Alvarado |
|                         |                                                                              |                |               |                                                         |

| 7 lutego 2025 22:00 CET | Nikaragua U-17 · Uriarte 32', 40', 53' (k), 90' · Aviles 34' · Zepeda 70' | 6:0(3:0)Raport | Barbados U-17 | Sede de la FM, Toluca (Meksyk) Sędzia: Pablo Camacho |
|                         |                                                                           |                |               |                                                      |

| 9 lutego 2025 19:00 CET | Nikaragua U-17 · Uriarte 76' (k) | 1:0(0:0)Raport | Belize U-17 | Sede de la FM, Toluca (Meksyk) Sędzia: Okeito Nicholson |
|                         |                                  |                |             |                                                         |

| 9 lutego 2025 22:00 CET | Dominika U-17 | 0:8(0:4)Raport | Meksyk U-17 · 18' Garcia · 36' Grajales · 45+1', 74' De Nigris · 45+5' Gamboa · 75' Mancilla · 80' Nuñez · 83' Rangel | Sede de la FM, Toluca (Meksyk) Sędzia: Adrian Lage |
|                         |               |                | |                                                    |

| 11 lutego 2025 19:00 CET | Barbados U-17 · Rodney 83' (sam.) | 1:0(0:0)Raport | Dominika U-17 | Sede de la FM, Toluca (Meksyk) Sędzia: Caterin Cartagena |
|                          |                                   |                |               |                                                          |

| 11 lutego 2025 22:00 CET | Meksyk U-17 · Gamboa 37' · Reyes 49' · Sanchez 72' | 3:0(1:0)Raport | Belize U-17 | Sede de la FM, Toluca (Meksyk) Sędzia: Pablo Camacho |
|                          |                                                    |                |             |                                                      |

| 13 lutego 2025 19:00 CET | Dominika U-17 · Gasper 60' | 1:4(0:1)Raport | Nikaragua U-17 · 39' (k) Uriarte · 47' Padilla · 54' Parrales · 67' Gutierrez | Sede de la FM, Toluca (Meksyk) Sędzia: Caterin Cartagena |
|                          |                            |                |                                                                               |                                                          |

| 13 lutego 2025 22:00 CET | Barbados U-17 | 0:6(0:2)Raport | Meksyk U-17 · 34' (k) Ortiz · 40' Tejeda · 52' Rangel · 69', 82' De Nigris · 73' Reyes | Sede de la FM, Toluca (Meksyk) Sędzia: Orlando Alvarado |
|                          |               |                |                                                                                        |                                                         |

| 16 lutego 2025 19:00 CET | Belize U-17 · Meza 36' · Herrera 59' · Bridgeman-Seale 90+2' | 3:4(1:0)Raport | Barbados U-17 · 55' Nightengale · 62' Marroquin · 64' (k), 68' Quintanilla | Sede de la FM, Toluca (Meksyk) Sędzia: Adrian Lage |
|                          |                                                              |                |                                                                            |                                                    |

| 16 lutego 2025 22:00 CET | Meksyk U-17 · Mancilla 6' · Reyes 56' | 2:2(1:1)Raport | Nikaragua U-17 · 3' Gamez · 90+3' Gutierrez | Sede de la FM, Toluca (Meksyk) Sędzia: Okeito Nicholson |
|                          |                                       |                |                                             |                                                         |

### Grupa D
Wszystkie mecze tej grupy zostaną rozegrane w Hondurasie.
| Lp. | Drużyna           | M | Mecze | Mecze | Mecze | Bramki | Bramki | Bramki | Pkt |
| Lp. | Drużyna           | M | W     | R     | P     | +      | −      | +/−    | Pkt |
| --- | ----------------- | - | ----- | ----- | ----- | ------ | ------ | ------ | --- |
| 1.  | Honduras U-17     | 3 | 3     | 0     | 0     | 12     | 1      | +11    | 9   |
| 2.  | Portoryko U-17    | 3 | 2     | 0     | 1     | 6      | 1      | +5     | 6   |
| 3.  | Saint-Martin U-17 | 3 | 1     | 0     | 2     | 5      | 7      | −2     | 3   |
| 4.  | Bonaire U-17      | 3 | 0     | 0     | 3     | 1      | 15     | −14    | 0   |

| 10 lutego 2025 23:00 CET | Portoryko U-17 · Belgodere 11' · Marquez 45+2', 84' | 3:0(2:0)Raport | Bonaire U-17 | Estadio Francisco Morazán, San Pedro Sula (Honduras) Sędzia: Fernando Morón |
|                          |                                                     |                |              |                                                                             |

| 11 lutego 2025 02:00 CET | Honduras U-17 · Arriola 2' · Flores 20' · Reyes 73' | 3:1(2:0)Raport | Saint-Martin U-17 · 68' (sam.) Martin | Estadio Francisco Morazán, San Pedro Sula Sędzia: Sanchez Bass |
|                          |                                                     |                |                                       |                                                                |

| 12 lutego 2025 23:00 CET | Saint-Martin U-17 | 0:3(0:1)Raport | Portoryko U-17 · 21', 62' Marquez · 85' (sam.) van Putten | Estadio Francisco Morazán, San Pedro Sula (Honduras) Sędzia: Cleon Culley |
|                          |                   |                |                                                           |                                                                           |

| 13 lutego 2025 02:00 CET | Bonaire U-17 | 0:8(0:3)Raport | Honduras U-17 · 3' Garcia · 11' Palacios · 45' Arana · 65' Flores · 69', 79', 86' Suazo · 75' Reyes | Estadio Francisco Morazán, San Pedro Sula (Honduras) Sędzia: Ismael Lopez |
|                          |              |                | |                                                                           |

| 15 lutego 2025 23:00 CET | Bonaire U-17 · Isenia 71' | 1:4(0:3)Raport | Saint-Martin U-17 · 26' Vilar · 32', 41', 57' Charlery-Adele | Estadio Francisco Morazán, San Pedro Sula (Honduras) Sędzia: Sanchez Bass |
|                          |                           |                |                                                              |                                                                           |

| 16 lutego 2025 02:00 CET | Honduras U-17 · Arriola 67' | 1:0(0:0)Raport | Portoryko U-17 | Estadio Francisco Morazán, San Pedro Sula Sędzia: Fernando Morón |
|                          |                             |                |                |                                                                  |

### Grupa E
Wszystkie mecze tej grupy zostaną rozegrane w Gwatemali.
| Lp. | Drużyna                        | M | Mecze | Mecze | Mecze | Bramki | Bramki | Bramki | Pkt |
| Lp. | Drużyna                        | M | W     | R     | P     | +      | −      | +/−    | Pkt |
| --- | ------------------------------ | - | ----- | ----- | ----- | ------ | ------ | ------ | --- |
| 1.  | Haiti U-17                     | 3 | 3     | 0     | 0     | 10     | 0      | +10    | 9   |
| 2.  | Gwatemala U-17                 | 3 | 2     | 0     | 1     | 7      | 3      | +4     | 6   |
| 3.  | Antigua i Barbuda U-17         | 3 | 1     | 0     | 2     | 4      | 6      | −2     | 3   |
| 4.  | Saint Vincent i Grenadyny U-17 | 3 | 0     | 0     | 3     | 1      | 13     | −12    | 0   |

| 11 lutego 2025 23:00 CET | Haiti U-17 | 5:0 | Saint Vincent i Grenadyny U-17 | Estadio Cementos Progreso, Gwatemala (Gwatemala) |
|                          |            |     |                                |                                                  |

| 12 lutego 2025 02:00 CET | Gwatemala U-17 | 2:1 | Antigua i Barbuda U-17 | Estadio Cementos Progreso, Gwatemala |
|                          |                |     |                        |                                      |

| 13 lutego 2025 23:00 CET | Antigua i Barbuda U-17 | 0:3 | Haiti U-17 | Estadio Cementos Progreso, Gwatemala (Gwatemala) |
|                          |                        |     |            |                                                  |

| 14 lutego 2025 02:00 CET | Saint Vincent i Grenadyny U-17 | 0:5 | Gwatemala U-17 | Estadio Cementos Progreso, Gwatemala (Gwatemala) |
|                          |                                |     |                |                                                  |

| 16 lutego 2025 23:00 CET | Antigua i Barbuda U-17 | 3:1 | Saint Vincent i Grenadyny U-17 | Estadio Cementos Progreso, Gwatemala (Gwatemala) |
|                          |                        |     |                                |                                                  |

| 17 lutego 2025 02:00 CET | Haiti U-17 | 2:0 | Gwatemala U-17 | Estadio Cementos Progreso, Gwatemala (Gwatemala) |
|                          |            |     |                |                                                  |

### Grupa F
Wszystkie mecze tej grupy zostaną rozegrane w Kostaryce.
| Lp. | Drużyna                                   | M | Mecze | Mecze | Mecze | Bramki | Bramki | Bramki | Pkt |
| Lp. | Drużyna                                   | M | W     | R     | P     | +      | −      | +/−    | Pkt |
| --- | ----------------------------------------- | - | ----- | ----- | ----- | ------ | ------ | ------ | --- |
| 1.  | Stany Zjednoczone U-17                    | 3 | 3     | 0     | 0     | 31     | 0      | +31    | 9   |
| 2.  | Kuba U-17                                 | 3 | 2     | 0     | 1     | 9      | 6      | +3     | 6   |
| 3.  | Saint Kitts i Nevis U-17                  | 3 | 1     | 0     | 2     | 10     | 12     | −2     | 3   |
| 4.  | Wyspy Dziewicze Stanów Zjednoczonych U-17 | 3 | 0     | 0     | 3     | 5      | 37     | −32    | 0   |

| 10 lutego 2025 23:00 CET | Kuba U-17 | 3:1 | Saint Kitts i Nevis U-17 | Stadion Narodowy, San José (Kostaryka) |
|                          |           |     |                          |                                        |

| 11 lutego 2025 02:00 CET | Stany Zjednoczone U-17 | 22:0 | Wyspy Dziewicze Stanów Zjednoczonych U-17 | Stadion Narodowy, San José (Kostaryka) |
|                          |                        |      |                                           |                                        |

| 12 lutego 2025 23:00 CET | Wyspy Dziewicze Stanów Zjednoczonych U-17 | 3:6 | Kuba U-17 | Stadion Narodowy, San José (Kostaryka) |
|                          |                                           |     |           |                                        |

| 13 lutego 2025 02:00 CET | Saint Kitts i Nevis U-17 | 0:7 | Stany Zjednoczone U-17 | Stadion Narodowy, San José (Kostaryka) |
|                          |                          |     |                        |                                        |

| 15 lutego 2025 23:00 CET | Saint Kitts i Nevis U-17 | 9:2 | Wyspy Dziewicze Stanów Zjednoczonych U-17 | Estadio Alejandro Morera Soto, Alajuela (Kostaryka) |
|                          |                          |     |                                           |                                                     |

| 16 lutego 2025 02:00 CET | Stany Zjednoczone U-17 | 2:0 | Kuba U-17 | Estadio Alejandro Morera Soto, Alajuela (Kostaryka) |
|                          |                        |     |           |                                                     |

### Grupa G
Wszystkie mecze tej grupy zostaną rozegrane w Panamie.
| Lp. | Drużyna         | M | Mecze | Mecze | Mecze | Bramki | Bramki | Bramki | Pkt |
| Lp. | Drużyna         | M | W     | R     | P     | +      | −      | +/−    | Pkt |
| --- | --------------- | - | ----- | ----- | ----- | ------ | ------ | ------ | --- |
| 1.  | Panama U-17     | 3 | 3     | 0     | 0     | 13     | 1      | +12    | 9   |
| 2.  | Dominikana U-17 | 3 | 2     | 0     | 1     | 6      | 2      | +4     | 6   |
| 3.  | Aruba U-17      | 3 | 1     | 0     | 2     | 2      | 5      | −3     | 3   |
| 4.  | Grenada U-17    | 3 | 0     | 0     | 3     | 1      | 14     | −13    | 0   |

| 10 lutego 2025 22:00 CET | Dominikana U-17 | 1:0 | Aruba U-17 | Estadio Rommel Fernández, Panama (Panama) |
|                          |                 |     |            |                                           |

| 11 lutego 2025 01:00 CET | Panama U-17 | 8:0 | Grenada U-17 | Estadio Rommel Fernández, Panama |
|                          |             |     |              |                                  |

| 12 lutego 2025 22:00 CET | Grenada U-17 | 0:4 | Dominikana U-17 | Estadio Rommel Fernández, Panama (Panama) |
|                          |              |     |                 |                                           |

| 13 lutego 2025 01:00 CET | Aruba U-17 | 0:3 | Panama U-17 | Estadio Rommel Fernández, Panama (Panama) |
|                          |            |     |             |                                           |

| 15 lutego 2025 22:00 CET | Aruba U-17 | 2:1 | Grenada U-17 | Estadio Rommel Fernández, Panama (Panama) |
|                          |            |     |              |                                           |

| 16 lutego 2025 01:00 CET | Panama U-17 | 2:1 | Dominikana U-17 | Estadio Rommel Fernández, Panama |
|                          |             |     |                 |                                  |

### Grupa H
Wszystkie mecze tej grupy zostaną rozegrane w Gwatemali.
| Lp. | Drużyna          | M | Mecze | Mecze | Mecze | Bramki | Bramki | Bramki | Pkt |
| Lp. | Drużyna          | M | W     | R     | P     | +      | −      | +/−    | Pkt |
| --- | ---------------- | - | ----- | ----- | ----- | ------ | ------ | ------ | --- |
| 1.  | Salwador U-17    | 3 | 3     | 0     | 0     | 12     | 1      | +11    | 9   |
| 2.  | Jamajka U-17     | 3 | 2     | 0     | 1     | 14     | 4      | +10    | 6   |
| 3.  | Saint Lucia U-17 | 3 | 1     | 0     | 2     | 6      | 5      | +1     | 3   |
| 4.  | Kajmany U-17     | 3 | 0     | 0     | 3     | 1      | 23     | −22    | 0   |

| 10 lutego 2025 23:00 CET | Jamajka U-17 | 3:1 | Saint Lucia U-17 | Estadio Cementos Progreso, Gwatemala (Gwatemala) |
|                          |              |     |                  |                                                  |

| 11 lutego 2025 02:00 CET | Salwador U-17 | 8:0 | Kajmany U-17 | Estadio Cementos Progreso, Gwatemala (Gwatemala) |
|                          |               |     |              |                                                  |

| 12 lutego 2025 23:00 CET | Kajmany U-17 | 1:10 | Jamajka U-17 | Estadio Cementos Progreso, Gwatemala (Gwatemala) |
|                          |              |      |              |                                                  |

| 13 lutego 2025 02:00 CET | Saint Lucia U-17 | 0:2 | Salwador U-17 | Estadio Cementos Progreso, Gwatemala (Gwatemala) |
|                          |                  |     |               |                                                  |

| 15 lutego 2025 23:00 CET | Kajmany U-17 | 0:5 | Saint Lucia U-17 | Estadio Cementos Progreso, Gwatemala (Gwatemala) |
|                          |              |     |                  |                                                  |

| 16 lutego 2025 02:00 CET | Jamajka U-17 | 1:2 | Salwador U-17 | Estadio Cementos Progreso, Gwatemala (Gwatemala) |
|                          |              |     |               |                                                  |

## Strzelcy

### 7 goli
- Aidan Evans

### 6 goli
- Juban Uriarte

### 5 gole
- Marius Aiyenero
- Kevin Khan
- Isaac Badilla
- Josiah Kallicharan

### 4 gole
- Dayvi Busby
- Aldo De Nigris
- Eddiel Marquez

### 3 gole
- Marlon Meza
- Kalen Brunson
- Kennahz Fray
- Luca Stuttard
- D'Shawn Anastacia
- Luis Suazo
- Sergei Kozlovskiy
- Maximo Reyes
- Jahnael Charlery-Adele

### 2 gole
- Devaughn Quintanilla
- Jahson Stanford
- Alessandro Valle
- Harlem Bean-Fox
- Logan Jimenez
- Shaquan David
- Jaden Harris
- Joshua Morris
- Yeison Arriola
- David Flores
- Marco Reyes
- Andre Ali-Gayapersad
- Olusola Jimoh
- Ethan Barley
- Marcus Brown
- Brayan Calderon
- Yerlan Sosa
- Luis Gamboa
- Jose Mancilla
- Juan Rangel
- Diego Gutierrez
- Caden Trestrail
- Schuyler Selver

### 1 gol
- Mekhi Connor
- Tarique Jackson
- Nathaniel Owen
- Byron Marroquin
- Tarrell Nightengale
- Eragon Bridgeman-Seale
- Jamal Herrera
- Breyden Olivas
- Darryn Isenia
- Blake Kirk
- Taysison Bregita
- Nathan Isenia
- Jerremy Ortela
- Miglennjaydion Polonius
- Darius Gasper
- Quaency Fraser
- Mike Arana
- Deijan Garcia
- Yochua Palacios
- William Daniels
- Owen Graham-Roache
- Aghilas Abdelmalek Sadek
- John Selemani
- Nick Bennette
- Thiago Cordero
- Kaden Farrier
- Sebastian Lopez
- Luis Medina
- Adriel Perez
- Gabriel Sibaja
- Gael Garcia
- Jhonnatan Grajales
- Daniel Nuñez
- Viggo Ortiz
- Jorge Sanchez
- Saulo Tejeda
- Yader Aviles
- Jocksan Gamez
- Leandro Padilla
- Ian Parrales
- Edwin Zepeda
- Matthew Belgodere
- Tylian Vilar
- Nikosi Foncette
- Criston Gomez
- Sheridan McNish
- Phillip Nelson
- Adam Pierre
- Timothy Valentine
- Wepsdel Saintilus
- Sam Sharma
- Latriel Williams

### Gole samobójcze
- Sami Carolo (dla Curaçao)
- Dakari Smith-Davis (dla Curaçao)
- Kimani Rodney (dla Barbadosu)
- Max Robinson (dla Kostaryki)
- Enmanuel Martin (dla Saint-Martin)
- Adjani van Putten (dla Portoryka)